# Miguel Layún
Miguel Arturo Layún Prado (født 25. juni 1988 i Córdoba, Mexico), er en mexicansk fodboldspiller (back).
Layún spiller for Sevilla FC i Spaniens La Liga, udlejet fra FC Porto. Han har tidligere spillet for blandt andet América i hjemlandet, Atalanta i Italien og engelske Watford.

## Landshold
Layún står (pr. juni 2018) noteret for 62 kampe og seks scoringer for Mexicos landshold, som han debuterede for 11. juli 2013 i et opgør mod Canada. Året efter scorede han sit første mål for holdet i en venskabskamp mod Israel. Han repræsenterede Mexico ved både VM 2014 i Brasilien og VM 2018 i Rusland.